# Evariste Carpentier
Evariste Carpentier (Kuurne, 2 december 1845 – Luik, 22 september 1922) was een Belgisch kunstschilder. Met de jaren evolueerde zijn schilderkunst van de academische kunst naar het impressionisme. Hij is, naast Emile Claus, een van de vroegste vertegenwoordigers van het luminisme in België.

## Levensloop
Evariste Carpentier is in 1845 in Kuurne geboren als derde kind uit het landbouwersgezin van Ludovicus Carpentier en Nathalie Gheysen. In een eerste periode schildert hij vooral genrestukken en taferelen uit de Franse Revolutie, later vooral levendige scènes uit het boerenleven en schitterende landschappen. Nu pas beseft men ten volle de belangrijkheid van zijn oeuvre en wordt zijn werk dan ook gewaardeerd in binnen- en buitenland. Hij studeerde aan de Academie van Kortrijk en Antwerpen, waar hij vele onderscheidingen behaalde. In drie jaar tijd werd hij twee keer laureaat, waardoor hij in 1866 het voorrecht kreeg over een eigen atelier te beschikken.
Hij legde zich voornamelijk toe op historie- en genretaferelen. Episode uit de opstand van de Vendée in 1795 (KMSKA) is ontstaan in die Antwerpse periode. Hoewel zijn composities voornamelijk academisch bleven, stond Carpentier open voor vernieuwingen.
In 1880 ging Evariste Carpentier in Parijs wonen bij zijn vriend-schilder Jan Van Beers. Hij schilderde er een groot aantal romantische geschiedenis- en oorlogstaferelen. De herinnering aan Kuurne blijft heel levendig, ook in zijn werk. Zo schilderde hij onder meer in Parijs in 1880 een interieur van een Kuurnse boerderij met figuren waarvan hij in zijn geboortedorp voorstudies gemaakt had.
Na zijn huwelijk met Jeanne Smaelen, woonde hij in Ter Hulpen. In deze periode ondergaat zijn werk een metamorfose. Hij zet de belangrijkste stap in zijn loopbaan. Van nu af aan wordt Carpentier de poëtische schilder van het plattelandsleven. In de schilderijen die in deze periode ontstaan neemt de Kempen, en in het bijzonder Genk een hoofdrol op waardoor hij ook gerekend wordt tot de Genkse School. Vele van zijn leerlingen aan de Academie in Luik, waaronder Ludovic Janssen en Armand Jamar werden op zijn aanraden naar de Limburgse Kempen in de omgeving van Genk gestuurd.
Onder invloed van het Franse impressionisme werd Evariste Carpentier een van onze vroegste vertegenwoordigers van het luminisme. In tegenstelling tot heel wat Franse impressionisten blijven tekening en vorm even belangrijk als licht en kleur. Carpentier hield tentoonstellingen in Amsterdam, Parijs, Chicago, Philadelphia, Barcelona, Wenen, Berlijn e.a.
In 1897 wordt Evariste Carpentier tot leraar benoemd aan de Koninklijke Academie van Luik. Hij is er directeur van 1904 tot 1910 en blijft er les geven tot 1919. Hij overlijdt in Luik in 1922, na een langdurige ziekte.

## Belangrijke werken

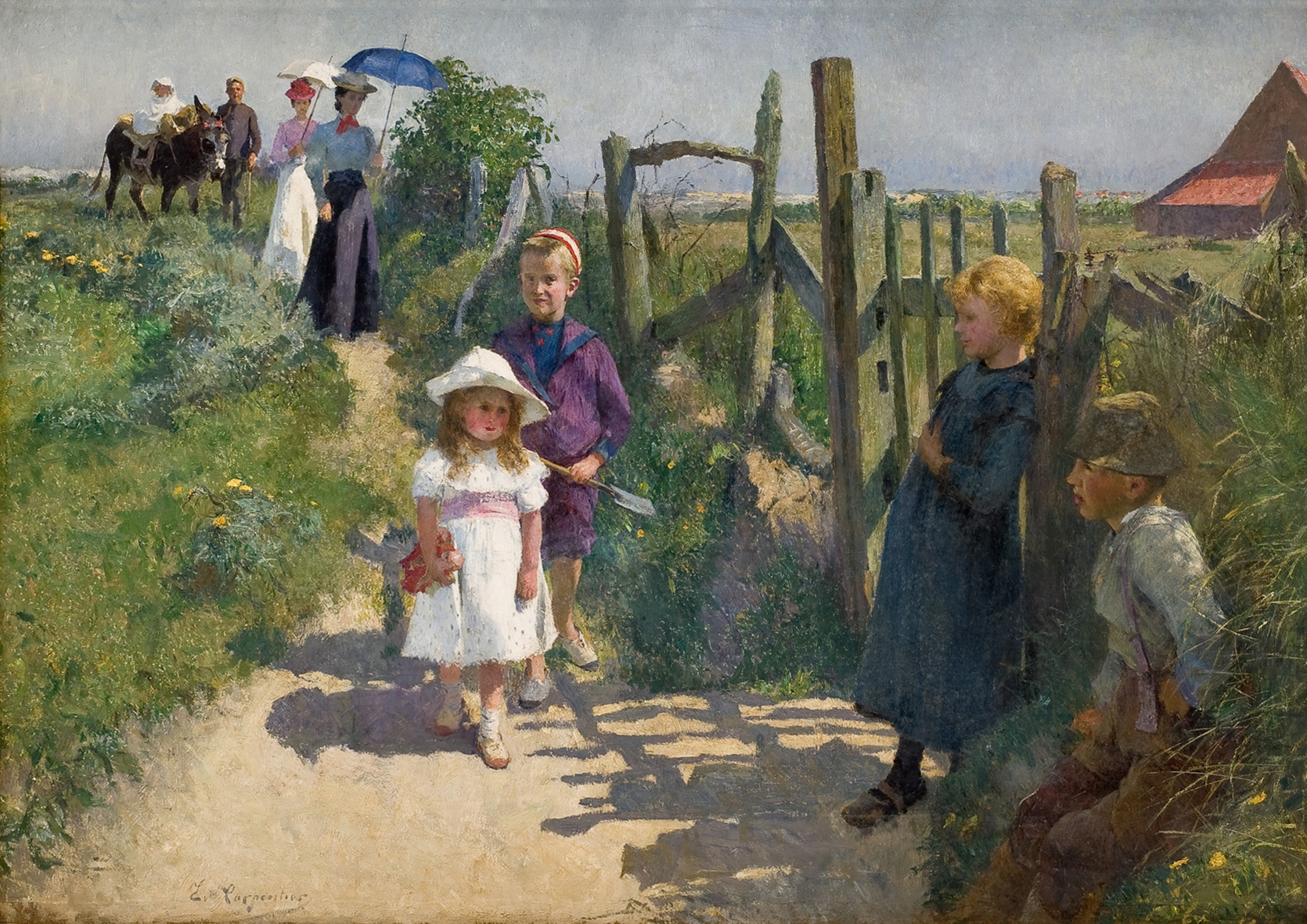
Op vakantie
Musée Fabre, Montpellier

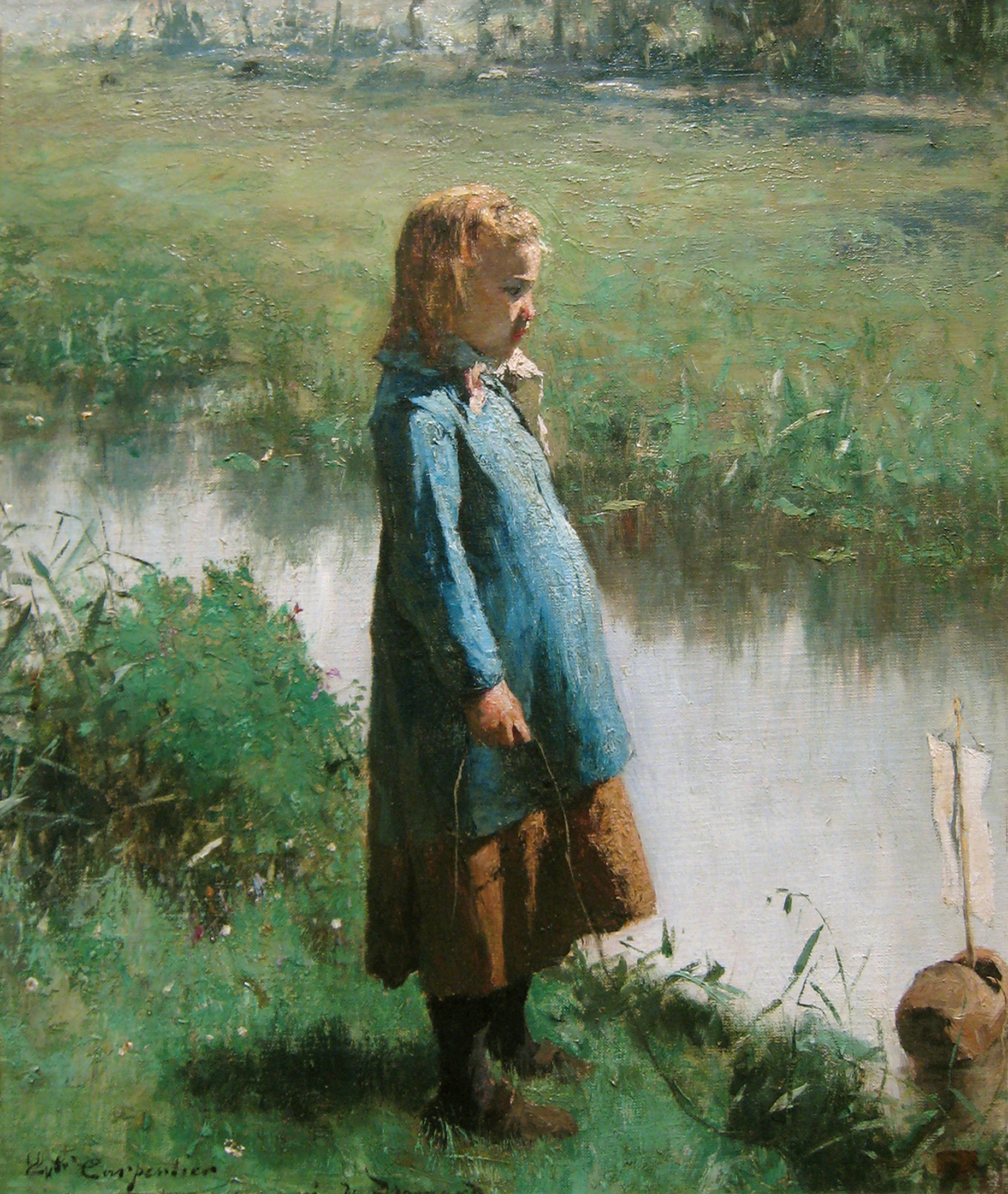
Eerste poging tot het varen
Museum M, Leuven

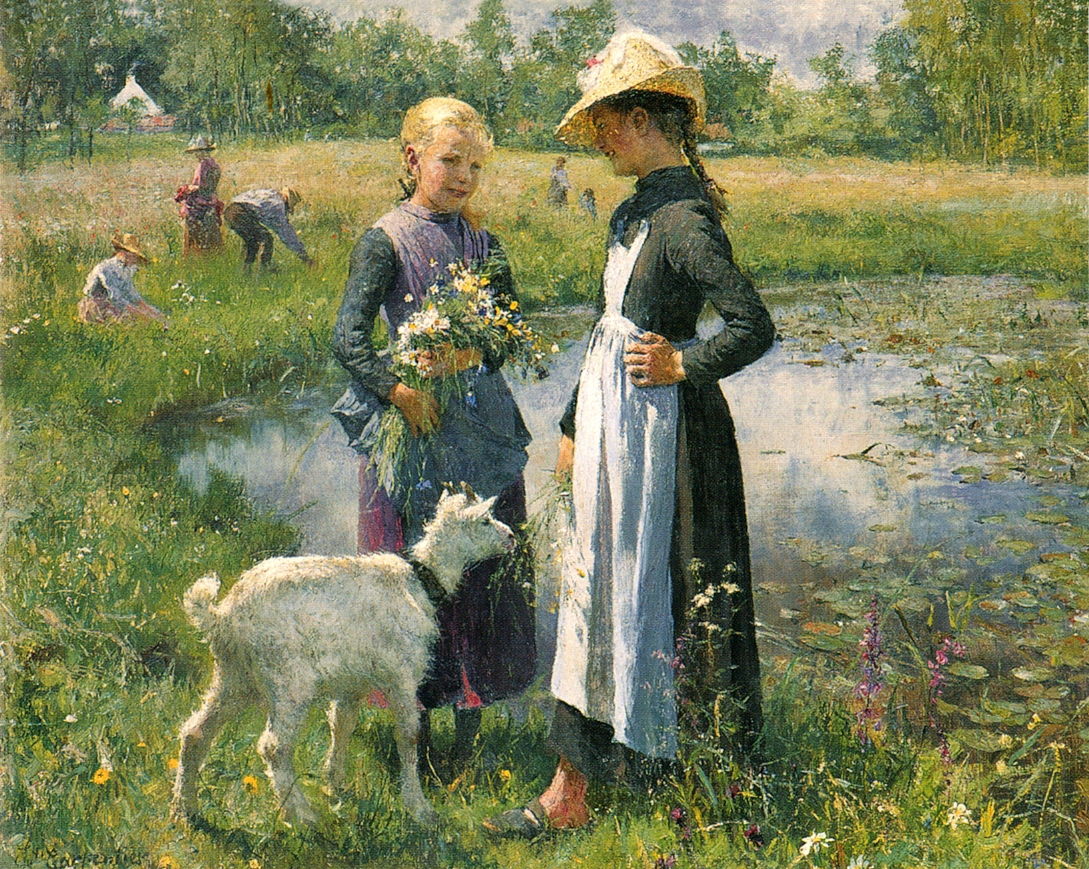
Het vijvertje
Museum voor schone kunsten, Verviers

- Koninklijk Museum voor Schone Kunsten Antwerpen - Antwerpen
  - Episode uit de opstand van de Vendée in 1795
  - Koeiendrijfster in de Ardennen[1]
- Alte Nationalgalerie - Berlijn
  - Zomerzon (1896)
- Gemeentehuis Blegny
  - Executie in Blegny, augustus 1914
- Koninklijke Musea voor Schone Kunsten van België - Brussel
  - De vreemdelingen (1887) - Gemeentehuis van Kuurne[2]
- Vlaamse Gemeenschap
  - Ontbijt op de boerderij - Kasteel van Gaasbeek
  - Het bezoek
- Franse Gemeenschap van België
  - Einde school - Kasteel van terhulpen
- Museum voor kunst en geschiedenis - Cholet
  - Embuscade de Chouans (c. 1883)
  - De Chouans (1883)
- Broelmuseum - Kortrijk
  - Vals alarm (1884)
  - Moeras in de Kempen
  - De berisping
  - De jonge visser
  - Intiem gesprek (c. 1893)
- Gemeentemuseum - Hoei
  - De siësta (c. 1897) - (Gemeentehuis van Hoei)
- Gemeentehuis van Kuurne
  - Oproer in de Vendée (1880)
  - Haar Bruiloftsdag
  - Bezoek aan de herstellende (c. 1887)
  - De appeldief (c. 1892)
- Museum voor Schone Kunsten - Luik
  - De verboden zwempartij (1877)
  - De rapenwasster (1890)
  - De geitenhoedster
  - Noordzee (1897)
  - De eenden
- Paleis van de Prinsbisschoppen - Luik
  - Het Paleis van de Prinsbisschoppen (c. 1900)
  - Het Curtius Paleis, Maastrichtkaai (c. 1900)
  - De Sint-Jacobskerk (c. 1900)
  - De Sint-Bartolomeüskerk (c. 1900)
  - De Pont des Arches en Saint-Pholien (c. 1900)
  - Basse Sauvenière (c. 1900)
- M - Museum Leuven
  - Eerste poging tot het varen
- Musée Fabre - Montpellier
  - Op Vakantie
- International Art Museum of America - San Francisco
  - De bietenoogst
- Museo Revoltella - Trieste
  - Madame Roland in Sainte-Pélagie (1886)
- Museum voor schone kunsten - Verviers
  - Het vijvertje[3] (c. 1894)
- Privécollectie (Het driejaarlijks Salon van Brussel in 1903)
  - Eerste zonnige dagen